# مقاطعة بوليت (كنتاكي)
مقاطعة بوليت (بالإنجليزية: Bullitt County)‏ هي إحدى المقاطعات في ولاية كنتاكي في الولايات المتحدة الأمريكية.

## أعلام
- صموئيل بيتن